# Bořislavka (métro de Prague)
Bořislavka est une station de métro à Prague, en Tchéquie. Située sur la ligne A du métro de Prague entre Nádraží Veleslavín et Dejvická, elle est ouverte depuis le 6 avril 2015.